# 国内総充実
国内総充実（こくないそうじゅうじつ、英：gross domestic well-being、略称：GDW）は、GDP(国内総生産/gross domestic product）では捉えきれていない、国民一人ひとりのウェルビーイングを測定するための指標である。

## 概要
GDWとは、国民一人ひとりのウェルビーイングを測るための新たな物差しである。2021年２月４日に行われた第２０４回国会予算委員会において、自民党政調会長・下村博文より提唱された
「私は、ＧＤＰの拡大が重要なのは当然でありますが、全ての人がウェルビーイング、幸福を実感できる社会をつくり上げることが政治の役割だと考え、私が政調会長になってから、自民党の中に日本ウェルビーイング特命委員会を、これまでのＰＴから格上げいたしました。
　イギリスではブレグジット投票の前に実はこの主観的幸福度が下落していた、エジプトではアラブの春の前にこの主観的幸福度が下落していたというふうに、幸福度と政治経済は深く結びついているというふうに思います。
　こうした中で、世界では、国連でもＯＥＣＤでもこのウェルビーイングという指標が、取り組んで、既につくっておりますが、ニュージーランドでは2019年から、具体的に幸福予算と名づけ、ウェルビーイング重視の予算編成を行っております。コロナ禍にありまして、国民の視点で幸福を高める政策をどう実現するかが重要になっています。我が国においても、本格的にウェルビーイング重視の政策形成にかじを切るべきではないでしょうか。
　そこで、これまでのＧＤＰから、国民一人一人のウェルビーイング、幸福、充実度、これを測る物差しとして、ＧＤＰからＧＤＷ、国民総充実度、新たな物差しとして考えたらどうか・・・（以下省略）」

## 日本における歴史的な動向

### 「幸福度に関する研究会」における幸福度指標試案
内閣府は、「新成長戦略」（2010年6月 18 日閣議決定）に盛り込まれた新しい成長及び幸福度に関する調査研究を推進するため、「幸福度に関する研究会」を7回にわたり開催。2011年12 月に幸福度指標試案を取りまとめている。ウェルビーイングの調査方法は、主観的幸福感を中心に体系化。主観的幸福感を上位概念として位置付け、その下に「経済社会状況」、「心身の健康」、「関係性」の3分野を柱とし指標化している。加えて、「持続可能性」を上記の３分野とは別建てし位置付けている。

### 満足度・生活の質を表す指標群(ダッシュボード)
内閣府は、日本の経済社会状況を人々の満足度（ウェルビーイング）の観点から多面的に把握し、政策運営に活かしていくことを目的として、「満足度・生活の質を表す指標群(ダッシュボード)」を2019年に作成。ウェルビーイングの調査方法は、生活全般に関する総合満足度を中心に体系化。総合満足度を上位概念として位置付け、その下に、分野別主観満足度を11分野設け測定している。11分野の内容は、「家計と資産」、「雇用環境と賃金」、「住宅」、「仕事と生活（ワークライフバランス）」、「健康状態」、「教育水準・教育環境」、「交友関係やコミュニティなど社会とのつながり」、「生活を取り巻く空気や水などの自然環境」、「身の回りの安全」「子育てのしやすさ」、「介護のしやすさ・されやすさ」となる。

### 骨太の方針におけるウェルビーイング指標
政府は、2021年6月18日に「経済財政運営と改革の基本方針2021」（骨太の方針）を示し、「政府の各種の基本計画等について、Well-beingに関するKPIを設定する」ことが閣議決定された。また、同日に発表された「成長戦略実行計画案」では、「国民がWell-beingを実感できる社会の実現」にむけて、「・・・断固たる意思を持って実行に移す」ことが明記された。

## 世界における関連した動向

### OECD
OECDでは、社会進歩の計測においてウェルビーイングや生活の質に注目をしてきており、より良い暮らしイニシアチブ（Better Life Initiative）を通じてBetter Life Indexを策定。Better Life Indexは、OECD加盟37カ国を含め計40カ国を対象に、暮らしの11分野（「住宅」、「所得」、「雇用」、「社会的つながり」、「教育」、「環境」、「市民参画」、「健康」、「主観的幸福」、「安全」、「ワークライフバランス」）を計測している。また、主観的ウェルビーイングに関するデータの収集と利用についての指針をOECDガイドラインとしてまとめている。

### 国連
国連の世界幸福度調査（World Happiness Report）では、主観的ウェルビーイングとして「生活評価」と「感情」（ポジティブ感情とネガティブ感情の両面）を測定し、国際幸福デーとなる毎年3月20日に世界ランキングを公表している。加えて、主観的ウェルビーイングに影響を与える分野として、「一人当たりのGDP」、「社会的支援」、「平均健康寿命」、「人生における選択の自由度」、「寛容度」、「社会の腐敗の認識」の6分野の経済社会状況をとりまとめている。

### ブータン
ブータンでは、ジグミ・シンゲ・ワンチュク第4代国王が「GNPよりもGNH（国民総幸福/ gross national happiness）が大事だ」と1970年代に述べられたことを契機に、GNHを国家目標と据えている。GNH Indexは、9つの分野（「精神的な幸せ」、「健康」、「時間の使い方」、「教育」、「文化の多様性」、「ガバナンスの質」、「地域コミュニティの活力」、「環境の多様性」、「生活水準」）で構成され、ブータンのGNHは人々のウェルビーイングを中心に据えた国家運営の起源として、他国に大きな影響を与えてきている。

### イギリス
イギリスでは、2010年にキャメロン首相が主導し、イギリス国家幸福測定プログラムを立ち上げ、ウェルビーイングの測定を開始。測定方法の枠組みとして、「生活評価」「感情」「エウダイモニア」の3分野を採用している。「生活評価」として“生活満足度”、「感情」として“幸せ”と“心配”、「エウダイモニア」として“やりがい”の計4つの項目を主観的ウェルビーイングとして統計局が測定公表している。加えて、主観的ウェルビーイングに影響を与える分野として、「関係性」、「健康」、「仕事」、「住む場所」、「個人財政」、「経済」、「教育と技能」、「ガバナンス」、「環境」の9分野の経済社会状況をダッシュボードとして測定公表している。また、民間機関であるカーネギー英国財団（Carnegie UK Trust）では、GDWe（gross domestic wellbeing）とよばれる経済社会指標を提唱。「社会的ウェルビーイング」、「環境的ウェルビーイング」、「経済的ウェルビーイング」、「民主的ウェルビーイング」の計測を試み、多数の国会議員も参画してイギリス国内でのウェルビーイングに関する議論喚起に貢献している。

### アメリカ
アメリカの民間機関であるInternational Institute of Managementは、経済社会発展の測定フレームワークとしてGNW（Gross National Wellness or Well-being）を2005年に提唱。GNWは、「経済」、「環境」、「身体」、「精神」、「仕事」、「社会」、「政治」の7分野で構成され、主観的指標と客観的指標の両方を有している。

### Global Well-being Initiativeによる測定法
2020年、Global Well-being Initiativeは、これまで西洋中心で概念化・測定化が行われてきたウェルビーイングに対して、世界の多様な文化・価値観をとらえた新たな国際基準となるウェルビーイングの測定方法を提案している 。測定方法のフレームワークとして、OECDの主観的ウェルビーイング測定に関するガイドライン（OECD Guidelines on Measuring Subjective Well-being ,OECD (2013)）で示されている「生活評価」「感情」「エウダイモニア（eudaimonia）」の３側面を採用。OECDのガイドラインでは、「生活評価」は、“ある人の生活またはその特定側面に対する自己評価”、「感情」は、“ある人の気持ちまたは情動状態、通常は特定の一時点を基準にして測る”、「エウダイモニア」は“人生における意義と目的意識、または良好な精神的機能”と説明されている。